# 오스트리아 대공국
오스트리아 대공국(독일어: Erzherzogtum Österreich)은 신성 로마 제국의 주요 공국이자 합스부르크 군주국의 핵심이었다. 수도가 빈인 대공국은 제국의 남동쪽 외곽에 중심을 두고 있었다.
현재의 이름은 프랑크어 용어 "Oustrich" – 동부 왕국(프랑크 왕국의 동쪽)에서 유래되었다. 대공국은 바이에른 오스트리아 변경백국에서 발전했으며, 프리드리히 바르바로사 황제의 1156년 마이너스 특권에 따라 오스트리아 공국으로 승격되었다. 합스부르크가는 1282년 빈에서 오스트리아 왕좌에 올랐고, 1453년에는 역시 오스트리아의 통치자이기도 한 황제 프리드리히 3세가 공식적으로 대공 제목에 올랐고 15세기부터 신성 로마 황제는 샤를 7세를 제외하고 모두 오스트리아의 대공이었고 보헤미아과 헝가리는 1526년에 대관식을 치르고 합스부르크가의 세습지는 유럽 주요 세력의 중심지가 되었다.
대공국의 제국 국가로서의 역사는 1806년 신성 로마 제국이 해체되면서 끝났다. 그것은 오스트리아 제국의 로어오스트리아 및 어퍼오스트리아 연합 땅으로 대체되었다.

## 역사
합스부르크 왕가는 혼인정책으로, 부르고뉴 공국의 대부분을 합병하였으며, 헝가리, 보헤미아, 스페인과 이탈리아 남부까지 다스리게 되었고, 1452년부터는 신성 로마 황제를 독점하기에 이른다. 그러나 1521년에 스페인계와 오스트리아계로 분할되었다. 1683년에는 헝가리 왕국 전성기 때의 영토를 회복하였다. 그러나, 에스파냐 왕위 계승 전쟁에서 해외 진출을 포기하였고, 네덜란드 남부와 사르데냐를 얻었다. 이후 사르데냐-시칠리아 교환으로 사보이아 공국에게 사르데냐 섬을 주고, 시칠리아를 얻었다. 폴란드 왕위 계승 전쟁의 결과로 파르마를 얻고, 이 지역은 에스파냐계 부르봉의 방계에게 양도하였다. 그러나 아들이 없던 카를 6세는 딸에게도 상속을 가능하게 하는 국사조칙을 발표하지만, 마리아 테레지아가 그의 사후 오스트리아의 여대공, 헝가리 여왕, 보헤미아의 여왕, 파르마의 여공 등이 되려 하자, 프랑스와 바이에른, 프로이센등이 이의를 제기하며 오스트리아 왕위 계승 전쟁이 발발하지만, 결국 슐레지엔을 프로이센에게 내주는 대신 이를 제외한 합스부르크의 모든 영지를 상속받을 수 있었다. 그러나, 나폴레옹이 프랑스의 통치자가 되면서, 지위가 흔들리기 시작하였으며, 이에 프랑스에 대항하던 여러 국가들이 프란츠 2세를 오스트리아 황제로 추대하자, 오스트리아 제국이 선포되었다.

## 같이 보기
- 오스트리아의 역사
- 오스트리아의 통치자 목록